# Sigrid Maciaszek
Sigrid Maciaszek (* 5. Juli 1935 in Stettin; † 8. Dezember 2022 in Eisenhüttenstadt) war eine deutsche Bauingenieurin und Architektin.

## Leben
Sigrid Maciaszek war als Bauingenieurin ab 1957 an einer Vielzahl von Projekten in Stalinstadt (ab 1961: Eisenhüttenstadt) beteiligt. Nach dem Abschluss eines zusätzlichen Architekturstudiums plante sie die „Wohngruppe Süd“ im VI. Wohnkomplex und begann nach kurzer Tätigkeit als Stadtarchitektin von Eisenhüttenstadt mit der Planung der grundlegenden Umgestaltung des Stadtkerns von Bernau mit Ersatzneubauten. Für dieses Projekt erhielt sie mit ihrem Kollektiv 1981 den Architekturpreis der Deutschen Demokratischen Republik. 
Als Abteilungsleiterin im VEB Wohnungs- und Gesellschaftsbaukombinat Frankfurt/Oder war sie dort später auch für die konkrete Bauausführung verantwortlich, ebenso wie für die Altstadtsanierung in Fürstenwalde/Spree, bei der Plattenbauten mit individuell gestalteten Sonderelementen wie Erkern, Loggien und Eckverglasungen zum Einsatz kamen. Anschließend erarbeitete sie eine aufgrund der Wende nicht mehr realisierte Studie für die Eckbebauung Friedrichstraße / Leipziger Straße in Berlin. Zu ihren weiteren Projekten zählten karitative und Bildungsbauten. Von 1991 bis 2001 betrieb sie ein privates Architekturbüro in Eisenhüttenstadt.
Der Nachlass von Sigrid Maciaszek liegt beim Leibniz-Institut für Raumbezogene Sozialforschung.

## Bauten und Entwürfe (unvollständig)
- Internat der Medizinischen Fachschule in Eisenhüttenstadt[2]
- Schulhort Polytechnikum in Schwedt/Oder[2]
- Kinder- und Frauenklinik in Bad Saarow[2]
- Poliklinik und Verwaltung in Frankfurt/Oder
- nach 1990: denkmalgerechter Umbau der Friedenskirche zum Gemeindezentrum in Guben[3]

## Ausstellung
- 2023: Sigrid Maciaszek – Ihr Wirken in Frankfurt/Oder, Bernau und Fürstenwalde